# Списак побједника гранд тур трка
Списак побједника гранд тур трка представља списак возача који су остварили побједе на било којој од три гранд тур трке — Ђиро д’Италији, Тур де Франсу и Вуелта а Еспањи, а које представљају најпопуларније и најпрестижније трке у друмском бициклизму. Одржавају се се сваке године, Ђиро у мају, Тур у јулу и Вуелта у августу и септембру, са изузетком 2020. када су све три трке биле помјерене за септембар или октобар због пандемије ковида 19; једине су етапне трке којима је дозвољено да трају дуже од 14 дана. Ниједан бициклиста није освојио све три трке исте године, али су Еди Меркс, Бернар Ино и Крис Фрум освојили све три заредом, односно били су у истом тренутку браниоци титуле на све три трке након што су освојили последње двије током једне године и прву наредне године. Поред њих, све три трке током каријере освојили су Жак Анкетил, Феличе Ђимонди, Алберто Контадор и Винченцо Нибали. Контадор је најмлађи који је освојио сва три гранд тура, освојивши Тур 2007. а затим Ђиро и Вуелту 2008. са 25 година. Возачи се ријетко одлучују да возе сва три гранд тура током године; 2004. само су двојица возила сва три. Само су два возача успјела да заврше сва три гранд тура у првих 10 исте године: Рафаел Жеминијани 1955. који је Ђиро завршио на четвртом, Тур на шестом и Вуелту на трећем мјесту, као и Гастоне Ненчини 1957. године, који је освојио Ђиро, док је Тур завршио на шестом мјесту, а Вуелту на деветом; Ненчини и Сеп Кус су једини возачи који су возили сва три гранд тура током године и освојили један.
Највећи број побједника је из Европе, а неку од три трке освајали су и возачи из Јужне Америке, Сјеверне Америке, Азије и Аустралије. Грег Лемонд је постао први бициклиста из Сјеверне Америке који је освојио неку гранд тур трку када је освојио Тур де Франс 1986. док је Ендрју Хемпсен постао први бициклиста из Сјеверне Америке који је освојио Ђиро д’Италију, када је побиједио 1988. а Кристофер Хорнер је освојио Вуелту 2013. поставши први побједник трке из Сјеверне Америке. Луис Ерера је постао први бициклиста из Јужне Америке који је освојио неку гранд тур трку када је освојио Вуелту 1987. након чега је Наиро Кинтана освојио Ђиро 2014. а Еган Бернал Тур 2019. Кадел Еванс је постао први бициклиста из Аустралије и Океаније који је освојио неку гранд тур трку када је освојио Тур де Франс 2011. након чега је Џај Хиндли освојио Ђиро 2022. Александар Винокуров је постао први бициклиста из Азије који је освојио неку гранд тур трку када је освојио Вуелту 2006. године. Крис Фрум, који је освојио сваку гранд тур трку, рођен је у Кенији, али од почетка професионалне каријере вози за Уједињено Краљевство.
Еди Меркс је рекордер са 11 побједа, Бернар Ино је остварио десет, а Жак Анкетил осам. Меркс, Фаусто Копи и Алфредо Бинда су рекордери на Ђиру са по пет побједа; Анкетил, Меркс, Ино и Мигел Индураин су рекордери на Туру са по пет побједа, након што су због допинга одузете побједе Ленсу Армстронгу, који је био рекордер са седам, а Роберто Ерас и Примож Роглич су рекордери на Вуелти са четири побједе.

## Побједници
| Легенда | Легенда                                  |
| ------- | ---------------------------------------- |
|         | Освојио двије гранд тур трке исте године |

| Година | Ђиро д’Италија            | Тур де Франс             | Вуелта а Еспања            |
| ------ | ------------------------- | ------------------------ | -------------------------- |
| 1903.  | Почела 1909.              | Морис Гарен (1/1)        | Почела 1935.               |
| 1904.  | Почела 1909.              | Анри Корне (1/1)         | Почела 1935.               |
| 1905.  | Почела 1909.              | Луј Труселије (1/1)      | Почела 1935.               |
| 1906.  | Почела 1909.              | Рене Потје (1/1)         | Почела 1935.               |
| 1907.  | Почела 1909.              | Лисјен Пети Бретон (1/2) | Почела 1935.               |
| 1908.  | Почела 1909.              | Лисјен Пети Бретон (2/2) | Почела 1935.               |
| 1909.  | Луиђи Гана (1/1)          | Франсоа Фабе (1/1)       | Почела 1935.               |
| 1910.  | Карло Галети (1/2)        | Октав Лапиз (1/1)        | Почела 1935.               |
| 1911.  | Карло Галети (2/2)        | Гистав Гаригу (1/1)      | Почела 1935.               |
| 1912.  | Тим Атала                 | Одил Дефраје (1/1)       | Почела 1935.               |
| 1913.  | Карло Орлани (1/1)        | Филип Тис (1/3)          | Почела 1935.               |
| 1914.  | Алфонсо Калцолари (1/1)   | Филип Тис (2/3)          | Почела 1935.               |
| 1915.  | Први свјетски рат         | Први свјетски рат        | Почела 1935.               |
| 1916.  | Први свјетски рат         | Први свјетски рат        | Почела 1935.               |
| 1917.  | Први свјетски рат         | Први свјетски рат        | Почела 1935.               |
| 1918.  | Први свјетски рат         | Први свјетски рат        | Почела 1935.               |
| 1919.  | Костанте Ђирарденго (1/2) | Фирмен Ламбо (1/2)       | Почела 1935.               |
| 1920.  | Гаетано Белони (1/1)      | Филип Тис (3/3)          | Почела 1935.               |
| 1921.  | Ђовани Брунеро (1/3)      | Леон Сјер (1/1)          | Почела 1935.               |
| 1922.  | Ђовани Брунеро (2/3)      | Фирмен Ламбо (2/2)       | Почела 1935.               |
| 1923.  | Костанте Ђирарденго (2/2) | Анри Пелисје (1/1)       | Почела 1935.               |
| 1924.  | Ђузепе Енричи (1/1)       | Отавио Ботекја (1/2)     | Почела 1935.               |
| 1925.  | Алфредо Бинда (1/5)       | Отавио Ботекја (2/2)     | Почела 1935.               |
| 1926.  | Ђовани Брунеро (3/3)      | Лисјен Бис (1/1)         | Почела 1935.               |
| 1927.  | Алфредо Бинда (2/5)       | Николас Франц (1/2)      | Почела 1935.               |
| 1928.  | Алфредо Бинда (3/5)       | Николас Франц (2/2)      | Почела 1935.               |
| 1929.  | Алфредо Бинда (4/5)       | Маурис де Вале (1/1)     | Почела 1935.               |
| 1930.  | Луиђи Маркизио (1/1)      | Андре Ледик (1/2)        | Почела 1935.               |
| 1931.  | Франческо Камусо (1/1)    | Антонен Мањ (1/2)        | Почела 1935.               |
| 1932.  | Антонио Пезенти (1/1)     | Андре Ледик (2/2)        | Почела 1935.               |
| 1933.  | Алфредо Бинда (5/5)       | Жорж Спеше (1/1)         | Почела 1935.               |
| 1934.  | Леарко Гвера (1/1)        | Антонен Мањ (2/2)        | Почела 1935.               |
| 1935.  | Васко Бергамаски (1/1)    | Ромен Мас (1/1)          | Гистав Делор (1/2)         |
| 1936.  | Ђино Бартали (1/5)        | Силвер Мас (1/2)         | Гистав Делор (2/2)         |
| 1937.  | Ђино Бартали (2/5)        | Роже Лапебје (1/1)       | Шпански грађански рат      |
| 1938.  | Ђовани Валети (1/2)       | Ђино Бартали (3/5)       | Шпански грађански рат      |
| 1939.  | Ђовани Валети (2/2)       | Силвер Мас (2/2)         | Шпански грађански рат      |
| 1940.  | Фаусто Копи (1/7)         | Други свјетски рат       | Шпански грађански рат      |
| 1941.  | Други свјетски рат        | Други свјетски рат       | Хулијан Берендеро (1/2)    |
| 1942.  | Други свјетски рат        | Други свјетски рат       | Хулијан Берендеро (2/2)    |
| 1943.  | Други свјетски рат        | Други свјетски рат       | Други свјетски рат         |
| 1944.  | Други свјетски рат        | Други свјетски рат       | Други свјетски рат         |
| 1945.  | Други свјетски рат        | Други свјетски рат       | Делио Родригез (1/1)       |
| 1946.  | Ђино Бартали (4/5)        | Други свјетски рат       | Далмасио Лангарика (1/1)   |
| 1947.  | Фаусто Копи (2/7)         | Жан Робик (1/1)          | Едвард ван Дајк (1/1)      |
| 1948.  | Фјоренцо Мањи (1/3)       | Ђино Бартали (5/5)       | Бернардо Руиз (1/1)        |
| 1949.  | Фаусто Копи (3/7)         | Фаусто Копи (4/7)        | Није одржана               |
| 1950.  | Хуго Коблет (1/2)         | Фердинанд Киблер (1/1)   | Емилио Родригез (1/1)      |
| 1951.  | Фјоренцо Мањи (2/3)       | Хуго Коблет (2/2)        | Није одржавана             |
| 1952.  | Фаусто Копи (5/7)         | Фаусто Копи (6/7)        | Није одржавана             |
| 1953.  | Фаусто Копи (7/7)         | Луизон Бобе (1/3)        | Није одржавана             |
| 1954.  | Карло Клеричи (1/1)       | Луизон Бобе (2/3)        | Није одржавана             |
| 1955.  | Фјоренцо Мањи (3/3)       | Луизон Бобе (3/3)        | Жан Дот (1/1)              |
| 1956.  | Шарли Гол (1/3)           | Роже Валковјак (1/1)     | Анђело Контерно (1/1)      |
| 1957.  | Гастоне Ненчини (1/2)     | Жак Анкетил (1/8)        | Хесус Лороњо (1/1)         |
| 1958.  | Ерколе Балдини (1/1)      | Шарли Гол (2/3)          | Жан Стабленски (1/1)       |
| 1959.  | Шарли Гол (3/3)           | Федерико Бамонтес (1/1)  | Антонио Суарез (1/1)       |
| 1960.  | Жак Анкетил (2/8)         | Гастоне Ненчини (2/2)    | Франс де Мулдер (1/1)      |
| 1961.  | Арналдо Памбјанко (1/1)   | Жак Анкетил (3/8)        | Анхелино Солер (1/1)       |
| 1962.  | Франко Балмамион (1/2)    | Жак Анкетил (4/8)        | Руди Алтиг (1/1)           |
| 1963.  | Франко Балмамион (2/2)    | Жак Анкетил (6/8)        | Жак Анкетил (5/8)          |
| 1964.  | Жак Анкетил (7/8)         | Жак Анкетил (8/8)        | Ремон Пулидор (1/1)        |
| 1965.  | Виторио Адорни (1/1)      | Феличе Ђимонди (1/5)     | Ролф Волфсол (1/1)         |
| 1966.  | Ђани Мота (1/1)           | Лисјен Емар (1/1)        | Франсиско Габика (1/1)     |
| 1967.  | Феличе Ђимонди (2/5)      | Роже Пенжон (1/2)        | Јан Јансен (1/2)           |
| 1968.  | Еди Меркс (1/11)          | Јан Јансен (2/2)         | Феличе Ђимонди (3/5)       |
| 1969.  | Феличе Ђимонди (4/5)      | Еди Меркс (2/11)         | Роже Пенжон (2/2)          |
| 1970.  | Еди Меркс (3/11)          | Еди Меркс (4/11)         | Луис Окања (1/2)           |
| 1971.  | Геста Петерсон (1/1)      | Еди Меркс (5/11)         | Фердинанд Браке (1/1)      |
| 1972.  | Еди Меркс (6/11)          | Еди Меркс (7/11)         | Хосе Мануел Фуенте (1/2)   |
| 1973.  | Еди Меркс (9/11)          | Луис Окања (2/2)         | Еди Меркс (8/11)           |
| 1974.  | Еди Меркс (10/11)         | Еди Меркс (11/11)        | Хосе Мануел Фуенте (2/2)   |
| 1975.  | Фаусто Бертољо (1/1)      | Бернар Тевене (1/2)      | Агустин Тамамес (1/1)      |
| 1976.  | Феличе Ђимонди (5/5)      | Лусин ван Импе (1/1)     | Хосе Песародона (1/1)      |
| 1977.  | Михел Полентир (1/1)      | Бернар Тевене (2/2)      | Фреди Мартенс (1/1)        |
| 1978.  | Јохан де Мојнк (1/1)      | Бернар Ино (2/10)        | Бернар Ино (1/10)          |
| 1979.  | Ђузепе Сарони (1/2)       | Бернар Ино (3/10)        | Јоп Зутемелк (1/2)         |
| 1980.  | Бернар Ино (4/10)         | Јоп Зутемелк (2/2)       | Фаустино Руперез (1/1)     |
| 1981.  | Ђовани Батаљин (2/2)      | Бернар Ино (5/10)        | Ђовани Батаљин (1/2)       |
| 1982.  | Бернар Ино (6/10)         | Бернар Ино (7/10)        | Марино Лехарета (1/1)      |
| 1983.  | Ђузепе Сарони (2/2)       | Лоран Фињон (1/3)        | Бернар Ино (8/10)          |
| 1984.  | Франческо Мозер (1/1)     | Лоран Фињон (2/3)        | Ерик Кариту (1/1)          |
| 1985.  | Бернар Ино (9/10)         | Бернар Ино (10/10)       | Педро Делгадо (1/3)        |
| 1986.  | Роберто Визентини (1/1)   | Грег Лемонд (1/3)        | Алваро Пињо (1/1)          |
| 1987.  | Стивен Роуч (1/2)         | Стивен Роуч (2/2)        | Луис Ерера (1/1)           |
| 1988.  | Ендрју Хемпсен (1/1)      | Педро Делгадо (2/3)      | Шон Кели (1/1)             |
| 1989.  | Лоран Фињон (3/3)         | Грег Лемонд (2/3)        | Педро Делгадо (3/3)        |
| 1990.  | Ђани Буњо (1/1)           | Грег Лемонд (3/3)        | Марко Ђованети (1/1)       |
| 1991.  | Франко Кјочоли (1/1)      | Мигел Индураин (1/7)     | Мелсиор Маури (1/1)        |
| 1992.  | Мигел Индураин (2/7)      | Мигел Индураин (3/7)     | Тони Ромингер (1/4)        |
| 1993.  | Мигел Индураин (4/7)      | Мигел Индураин (5/7)     | Тони Ромингер (2/4)        |
| 1994.  | Евгениј Берзин (1/1)      | Мигел Индураин (6/7)     | Тони Ромингер (3/4)        |
| 1995.  | Тони Ромингер (4/4)       | Мигел Индураин (7/7)     | Лоран Жалабер (1/1)        |
| 1996.  | Павел Тонков (1/1)        | Бјарне Рис (1/1)         | Алекс Циле (1/2)           |
| 1997.  | Иван Готи (1/2)           | Јан Улрих (1/2)          | Алекс Циле (2/2)           |
| 1998.  | Марко Пантани (1/2)       | Марко Пантани (2/2)      | Абрахам Олано (1/1)        |
| 1999.  | Иван Готи (2/2)           | Без побједника           | Јан Улрих (2/2)            |
| 2000.  | Стефано Гарцели (1/1)     | Без побједника           | Роберто Ерас (1/4)         |
| 2001.  | Ђилберто Симони (1/2)     | Без побједника           | Анхел Касеро (1/1)         |
| 2002.  | Паоло Саволдели (1/2)     | Без побједника           | Аитор Гонзалес (1/1)       |
| 2003.  | Ђилберто Симони (2/2)     | Без побједника           | Роберто Ерас (2/4)         |
| 2004.  | Дамијано Кунего (1/1)     | Без побједника           | Роберто Ерас (3/4)         |
| 2005.  | Паоло Саволдели (2/2)     | Без побједника           | Роберто Ерас (4/4)         |
| 2006.  | Иван Басо (1/2)           | Оскар Переиро 1/1)       | Александар Винокуров (1/1) |
| 2007.  | Данило ди Лука (1/1)      | Алберто Контадор (1/7)   | Денис Мењшов (1/2)         |
| 2008.  | Алберто Контадор (2/7)    | Карлос Састре (1/1)      | Алберто Контадор (3/7)     |
| 2009.  | Денис Мењшов (2/2)        | Алберто Контадор (4/7)   | Алехандро Валверде (1/1)   |
| 2010.  | Иван Басо (2/2)           | Анди Шлек (1/1)          | Винченцо Нибали (1/4)      |
| 2011.  | Микеле Скарпони (1/1)     | Кадел Еванс (1/1)        | Крис Фрум (1/7)            |
| 2012.  | Рајдер Хеседал (1/1)      | Бредли Вигинс (1/1)      | Алберто Контадор (5/7)     |
| 2013.  | Винченцо Нибали (2/4)     | Крис Фрум (2/7)          | Кристофер Хорнер (1/1)     |
| 2014.  | Наиро Кинтана (1/2)       | Винченцо Нибали (3/4)    | Алберто Контадор (6/7)     |
| 2015.  | Алберто Контадор (7/7)    | Крис Фрум (3/7)          | Фабио Ару (1/1)            |
| 2016.  | Винченцо Нибали (4/4)     | Крис Фрум (4/7)          | Наиро Кинтана (2/2)        |
| 2017.  | Том Димулен (1/1)         | Крис Фрум (5/7)          | Крис Фрум (6/7)            |
| 2018.  | Крис Фрум (7/7)           | Герент Томас (1/1)       | Сајмон Јејтс (1/2)         |
| 2019.  | Ричард Карапаз (1/1)      | Еган Бернал (1/2)        | Примож Роглич (1/5)        |
| 2020.  | Тео Гејган Харт (1/1)     | Тадеј Погачар (1/5)      | Примож Роглич (2/5)        |
| 2021.  | Еган Бернал (2/2)         | Тадеј Погачар (2/5)      | Примож Роглич (3/5)        |
| 2022.  | Џај Хиндли (1/1)          | Јонас Вингегор (1/2)     | Ремко Евенепул (1/1)       |
| 2023.  | Примож Роглич (4/5)       | Јонас Вингегор (2/2)     | Сеп Кус (1/1)              |
| 2024.  | Тадеј Погачар (3/5)       | Тадеј Погачар (4/5)      | Примож Роглич (5/5)        |
| 2025.  | Сајмон Јејтс (2/2)        | Тадеј Погачар (5/5)      |                            |
| Година | Ђиро д’Италија            | Тур де Франс             | Вуелта а Еспања            |

## Статистика

### Вишеструки побједници
| Позиција | Возач               | Укупно побједа | Ђиро д’Италија                   | Тур де Франс                     | Вуелта а Еспања            | Реф.    |
| -------- | ------------------- | -------------- | -------------------------------- | -------------------------------- | -------------------------- | ------- |
| 1.       | Еди Меркс           | 11             | 5 (1968, 1970, 1972, 1973, 1974) | 5 (1969, 1970, 1971, 1972, 1974) | 1 (1973)                   | [ 320 ] |
| 2.       | Бернар Ино          | 10             | 3 (1980, 1982, 1985)             | 5 (1978, 1979, 1981, 1982, 1985) | 2 (1978, 1983)             | [ 321 ] |
| 3.       | Жак Анкетил         | 8              | 2 (1960, 1964)                   | 5 (1957, 1961, 1962, 1963, 1964) | 1 (1963)                   | [ 322 ] |
| 4.       | Фаусто Копи         | 7              | 5 (1940, 1947, 1949, 1952, 1953) | 2 (1949, 1952)                   | 0                          | [ 323 ] |
| 4.       | Мигел Индураин      | 7              | 2 (1992, 1993)                   | 5 (1991, 1992, 1993, 1994, 1995) | 0                          | [ 324 ] |
| 4.       | Алберто Контадор    | 7              | 2 (2008, 2011, 2015)             | 2 (2007, 2009, 2010)             | 3 (2008, 2012, 2014)       | [ 325 ] |
| 4.       | Крис Фрум           | 7              | 1 (2018)                         | 4 (2013, 2015, 2016, 2017)       | 2 (2011, 2017)             | [ 326 ] |
| 8.       | Алфредо Бинда       | 5              | 5 (1925, 1927, 1928, 1929, 1933) | 0                                | 0                          | [ 327 ] |
| 8.       | Ђино Бартали        | 5              | 2 (1938, 1948)                   | 3 (1936, 1937, 1946)             | 0                          | [ 328 ] |
| 8.       | Феличе Ђимонди      | 5              | 3 (1967, 1969, 1976)             | 1 (1965)                         | 1 (1968)                   | [ 329 ] |
| 8.       | Примож Роглич       | 5              | 1 (2023)                         | 0                                | 4 (2019, 2020, 2021, 2024) | [ 330 ] |
| 8.       | Тадеј Погачар       | 5              | 1 (2024)                         | 4 (2020, 2021, 2024, 2025)       | 0                          | [ 331 ] |
| 11.      | Тони Ромингер       | 4              | 1 (1995)                         | 0                                | 3 (1992, 1993, 1994)       | [ 332 ] |
| 11.      | Роберто Ерас        | 4              | 0                                | 0                                | 4 (2000, 2003, 2004, 2005) | [ 333 ] |
| 11.      | Винченцо Нибали     | 4              | 2 (2013, 2016)                   | 1 (2014)                         | 1 (2010)                   | [ 334 ] |
| 16.      | Филип Тис           | 3              | 0                                | 3 (1913, 1914, 1920)             | 0                          | [ 335 ] |
| 16.      | Ђовани Брунеро      | 3              | 3 (1921, 1922, 1926)             | 0                                | 0                          | [ 336 ] |
| 16.      | Фјоренцо Мањи       | 3              | 3 (1948, 1951, 1955)             | 0                                | 0                          | [ 337 ] |
| 16.      | Луизон Бобе         | 3              | 0                                | 3 (1953, 1954, 1955)             | 0                          | [ 338 ] |
| 16.      | Шарли Гол           | 3              | 2 (1956, 1959)                   | 1 (1958)                         | 0                          | [ 339 ] |
| 16.      | Лоран Фињон         | 3              | 1 (1989)                         | 2 (1983, 1984)                   | 0                          | [ 340 ] |
| 16.      | Педро Делгадо       | 3              | 0                                | 1 (1988)                         | 2 (1985, 1989)             | [ 341 ] |
| 16.      | Грег Лемонд         | 3              | 0                                | 3 (1986, 1989, 1990)             | 0                          | [ 342 ] |
| 24.      | Лисјен Пети Бретон  | 2              | 0                                | 2 (1907, 1908)                   | 0                          | [ 343 ] |
| 24.      | Карло Галети        | 2              | 2 (1910, 1911)                   | 0                                | 0                          | [ 344 ] |
| 24.      | Фирмен Ламбо        | 2              | 0                                | 2 (1919, 1922)                   | 0                          | [ 345 ] |
| 24.      | Костанте Ђирарденго | 2              | 2 (1919, 1923)                   | 0                                | 0                          | [ 346 ] |
| 24.      | Отавио Ботекја      | 2              | 0                                | 2 (1924, 1925)                   | 0                          | [ 347 ] |
| 24.      | Николас Франц       | 2              | 0                                | 2 (1926, 1927)                   | 0                          | [ 348 ] |
| 24.      | Андре Ледик         | 2              | 0                                | 2 (1930, 1932)                   | 0                          | [ 349 ] |
| 24.      | Антонен Мањ         | 2              | 0                                | 2 (1931, 1934)                   | 0                          | [ 350 ] |
| 24.      | Гистав Делор        | 2              | 0                                | 0                                | 2 (1935, 1936)             | [ 351 ] |
| 24.      | Силвер Мас          | 2              | 0                                | 2 (1936, 1939)                   | 0                          | [ 352 ] |
| 24.      | Ђовани Валети       | 2              | 2 (1938, 1939)                   | 0                                | 0                          | [ 353 ] |
| 24.      | Хулијан Берендеро   | 2              | 0                                | 0                                | 2 (1941, 1942)             | [ 354 ] |
| 24.      | Хуго Коблет         | 2              | 1 (1950)                         | 1 (1951)                         | 0                          | [ 355 ] |
| 24.      | Гастоне Ненчини     | 2              | 1 (1957)                         | 1 (1960)                         | 0                          | [ 356 ] |
| 24.      | Франко Балмамион    | 2              | 2 (1962, 1963)                   | 0                                | 0                          | [ 357 ] |
| 24.      | Роже Пенжон         | 2              | 0                                | 1 (1967)                         | 1 (1969)                   | [ 358 ] |
| 24.      | Јан Јансен          | 2              | 0                                | 1 (1968)                         | 1 (1967)                   | [ 359 ] |
| 24.      | Луис Окања          | 2              | 0                                | 1 (1973)                         | 1 (1970)                   | [ 360 ] |
| 24.      | Хосе Мануел Фуенте  | 2              | 0                                | 0                                | 2 (1972, 1974)             | [ 361 ] |
| 24.      | Бернар Тевене       | 2              | 0                                | 2 (1975, 1977)                   | 0                          | [ 362 ] |
| 24.      | Ђузепе Сарони       | 2              | 2 (1979, 1983)                   | 0                                | 0                          | [ 363 ] |
| 24.      | Јоп Зутемелк        | 2              | 0                                | 1 (1980)                         | 1 (1979)                   | [ 364 ] |
| 24.      | Ђовани Батаљин      | 2              | 1 (1981)                         | 0                                | 1 (1981)                   | [ 365 ] |
| 24.      | Стивен Роуч         | 2              | 1 (1987)                         | 1 (1987)                         | 0                          | [ 366 ] |
| 24.      | Алекс Циле          | 2              | 0                                | 0                                | 2 (1996, 1997)             | [ 367 ] |
| 24.      | Иван Готи           | 2              | 2 (1997, 1999)                   | 0                                | 0                          | [ 368 ] |
| 24.      | Јан Улрих           | 2              | 0                                | 1 (1997)                         | 1 (1999)                   | [ 369 ] |
| 24.      | Марко Пантани       | 2              | 1 (1998)                         | 1 (1998)                         | 0                          | [ 370 ] |
| 24.      | Ђилберто Симони     | 2              | 2 (2001, 2003)                   | 0                                | 0                          | [ 371 ] |
| 24.      | Паоло Саволдели     | 2              | 2 (2002, 2005)                   | 0                                | 0                          | [ 372 ] |
| 24.      | Иван Басо           | 2              | 2 (2006, 2010)                   | 0                                | 0                          | [ 373 ] |
| 24.      | Денис Мењшов        | 2              | 1 (2009)                         | 0                                | 1 (2007)                   | [ 374 ] |
| 24.      | Наиро Кинтана       | 2              | 1 (2014)                         | 0                                | 1 (2016)                   | [ 375 ] |
| 24.      | Еган Бернал         | 2              | 1 (2021)                         | 1 (2019)                         | 0                          | [ 376 ] |
| 24.      | Јонас Вингегор      | 2              | 0                                | 2 (2022, 2023)                   | 0                          | [ 377 ] |

- Активни возачи су болдовани.

### Побједе по државама
| Позиција | Држава               | Ђиро д’Италија | Тур де Франс | Вуелта а Еспања | Укупно |
| -------- | -------------------- | -------------- | ------------ | --------------- | ------ |
| 1.       | Италија              | 69             | 10           | 6               | 85     |
| 2.       | Француска            | 6              | 36           | 9               | 51     |
| 3.       | Шпанија              | 4              | 12           | 32              | 48     |
| 4.       | Белгија              | 7              | 18           | 8               | 33     |
| 5.       | Уједињено Краљевство | 3              | 6            | 3               | 12     |
| 6.       | Швајцарска           | 3              | 2            | 5               | 10     |
| 6.       | Словенија            | 2              | 4            | 4               | 10     |
| 8.       | Луксембург           | 2              | 5            | 0               | 7      |
| 9.       | Сједињене Државе     | 1              | 3            | 2               | 6      |
| 10.      | Холандија            | 1              | 2            | 2               | 5      |
| 10.      | Колумбија            | 2              | 1            | 2               | 5      |
| 12.      | Њемачка              | 0              | 1            | 3               | 4      |
| 12.      | Русија               | 3              | 0            | 1               | 4      |
| 14.      | Ирска                | 1              | 1            | 1               | 3      |
| 14.      | Данска               | 0              | 3            | 0               | 3      |
| 16.      | Аустралија           | 1              | 1            | 0               |        |
| 17.      | Шведска              | 1              | 0            | 0               | 1      |
| 17.      | Казахстан            | 0              | 0            | 1               | 1      |
| 17.      | Канада               | 1              | 0            | 0               | 1      |
| 17.      | Еквадор              | 1              | 0            | 0               | 1      |